# Botum Sakor
Botum Sakor es uno de los ocho distritos que forman la provincia camboyana de Koh Kong, con una población estimada en marzo de 2008 de 19 978 habitantes. Está dividido en las siguientes  comunas (khum), que se muestran asimismo con población estimada de 2008:
- Andoung Tuek 5,723
- Kandaol 3,644
- Ta Nuon 1,371
- Thma Sa 9,240[1]